# Cerastium furcatum
Cerastium furcatum är en nejlikväxtart som beskrevs av Chamisso och Schlechtendal. Cerastium furcatum ingår i släktet arvar, och familjen nejlikväxter. Inga underarter finns listade i Catalogue of Life.